# Cirilo de Escitópolis
Cirilo de Escitópolis (Escitópolis, Galilea, actualmente Beit She'an, 514 - Laura o cenobio de San Sabas, desierto de Judea, 557) fue un monje y ascético cristiano bizantino y escritor en lengua griega de vidas de santos, importantes para estudiar la historia de los cenobios o lauras del monacato cristiano en Palestina.
Siendo muy joven vistió el hábito monacal y en 543 pasó al monasterio de Calamón junto al río Jordán. Pero enfermó gravemente y fue trasladado al monasterio de San Eutimio. Cuando fueron expulsados los origenistas del cenobio de la Nueva Laura, en el que también estuvo un breve periodo de tiempo, se refugió en el convento de San Sabas, donde murió.
Escribió en un griego nada afectado por la retórica, algo no frecuente en su tiempo, unas Vidas de santos muy apreciadas por su veracidad y fidelidad histórica, pues se documentó para tal obra durante muchos años y sometió a sus fuentes legendarias y orales a una estricta poda crítica. Incluye las biografías de San Eutimio, San Sabas, San Juan Hesicasta, San Cirilo, San Ciriaco, Teodosio Cenobiarca y Teognis, obispo de Betelia